# William Amaral de Andrade
William Amaral de Andrade, kurz William, (* 27. Dezember 1967 in Rio de Janeiro, Brasilien) ist ein ehemaliger brasilianischer Fußballspieler.

## Karriere
William begann seine Karriere 1985 beim Verein Botafogo FR, er stand für zwei Jahre unter Vertrag. Seine nächsten zwei Stationen waren die portugiesischen Vereine Nacional Funchal und Vitória Guimarães. Fünf Jahre und somit die längste Zeit bei einem Verein verbrachte er von 1990 bis 1995 beim Verein Benfica Lissabon. Danach wechselte er zum französischen Verein SC Bastia. 61 Ligaspiele absolvierte er von 1996 bis 2000 beim spanischen Verein SD Compostela. Zum Abschluss seiner Karriere kehrte er noch einmal für zwei Jahre, 2000 bis 2002, zum Verein Vitória Guimarães zurück und beendete 2002 seine Karriere.
2004 begann seine Karriere als Fußballtrainer beim Verein Valenciano. Nach einer Saison wechselte er für die Saison 2006/07 zum Verein SD Compostela. Nach einem Jahr Pause trainierte er diesen Verein für drei weitere Jahre. 2012 beendete er seine Karriere als Fußballtrainer beim portugiesischen Verein Vilaverdense FC.

## Titel und Ehrungen
- Primeira Liga (1990/91, 1993/94)
- Taça de Portugal (1992/93)